# Esmans
Esmans là một xã ở tỉnh Seine-et-Marne, thuộc vùng Île-de-France ở miền bắc nước Pháp.

## Dân số
Người dân ở Esmans được gọi là Esmanais.
Vào 2004, xã này có dân số là 876.